# Vochysia jefensis
Vochysia jefensis är en tvåhjärtbladig växtart som beskrevs av André Georges Marie Walter Albert Robyns. Vochysia jefensis ingår i släktet Vochysia och familjen Vochysiaceae. Inga underarter finns listade i Catalogue of Life.